# Đáy đại dương

Bản đồ địa hình dưới nước theo độ sâu của đáy đại dương.

Đáy đại dương là khu vực địa hình nằm ở phần đáy của đại dương. Giống như địa hình đất liền, đáy đại dương cũng có các chõm núi, thung lũng, đồng bằng và núi lửa.

## Cấu trúc đại dương

Sự phân chia thông thường địa hình đáy đại dương.

Đa số các đại dương đều có một cấu trúc chung, được tạo ra bởi các hiện tượng vật lý thông thường, chủ yếu là từ dịch chuyển của các dãy kiến tạo, và trầm tích từ các nguồn khác nhau.